# 林世铿
林世鏗（1931年—2022年7月20日），汉族、男，廣東省惠來人，香港企业家、慈善家，中國大陸政治人物。生前曾任第九屆廣東省政協委員，香港慈雲閣創辦人、永遠主席，亦曾担任揭陽市政協副主席、香港潮州商會名譽會董、香港東華三院總理等一系列公職。

## 生平
早年在家务农，后在惠来担任工人。1961年，移居至香港，随后创建各个皮革公司和贸易公司其後業務發展至皮草丶地产丶投資公司，一度将业务拓展到美国。 1975年，担任东华三院总理。1978年，在惠来投资创建公司。1993年，当选为揭阳市政协副主席。
2022年7月20日在惠来世铿院离世。

## 慈善事业
林世鏗為香港慈雲閣董事局永遠名譽主席兼創辦人，透過香港慈雲閣在香港贈醫施藥、在中國內地捐助设立廣東省揭阳市慈云红十字医院、揭阳市人民医院慈云楼、廣東惠來葵潭世铿学校等。2005年，“爱心中国”首届中华百名慈善人物评选揭晓，林世铿与李嘉诚、曾宪梓、孙茂芳、陈经纶等爱心人士获此殊荣。據了解林氏透過香港慈雲閣在公益事業上捐出十億港幣。

## 荣誉
他曾入选“改革开放30年华人慈善30人”、揭陽市榮譽市民、香港惠來同鄉會名譽會長、揭陽市慈善蓮花特別獎等。

## 家庭
林世鏗祖父名为林燕捷，為清末秀才，沒當過官，只在家鄉教書。父親名为林四川，是個小商人，在家經營一間雜貨鋪，母親名為余奕妹。林世鏗有兩個哥哥以及兩個姐姐，二哥一早就賣給別人，二姐因為一場大饑荒而死。
林世鏗的妻子名為郭玉英，育有八名子女，其中長子為香港其仕集團主席林金招 、老六為香港其仕集團董事、其仕國際副總裁、原揭陽市政協委員、黑龍江政協委員、政協揭陽市第六屆委員會顧問、香港青年工業家奬得主林資健。其他的兒子包括林任子等為其仕集團的若干附屬、關聯公司董事。